# Array sistolico
Un Array sistolico o Vettore sistolico è in informatica una rete omogenea di unità di elaborazione fortemente accoppiate (DPU) chiamate celle o nodi. Ogni nodo o DPU elabora indipendentemente un risultato parziale come una funzione dei dati ricevuti dai suoi vicini a monte, archivia il risultato e lo passa al successivo nodo a valle.
Furono inventati da H. T. Kung e Charles Leiserson che li descrissero per calcoli pesanti di algebra lineare (matrici prodotto, sistema di risoluzione di equazioni lineari, decomposizione LU e altro ancora) per matrici a bande.
Tra le prime applicazioni furono per il calcolo dei più grandi comun divisori di interi e polinomiali.
Sono classificati nella tassonomia di Flynn come architetture Multiple Instruction stream Single Data stream (MISD)